# 정저우역

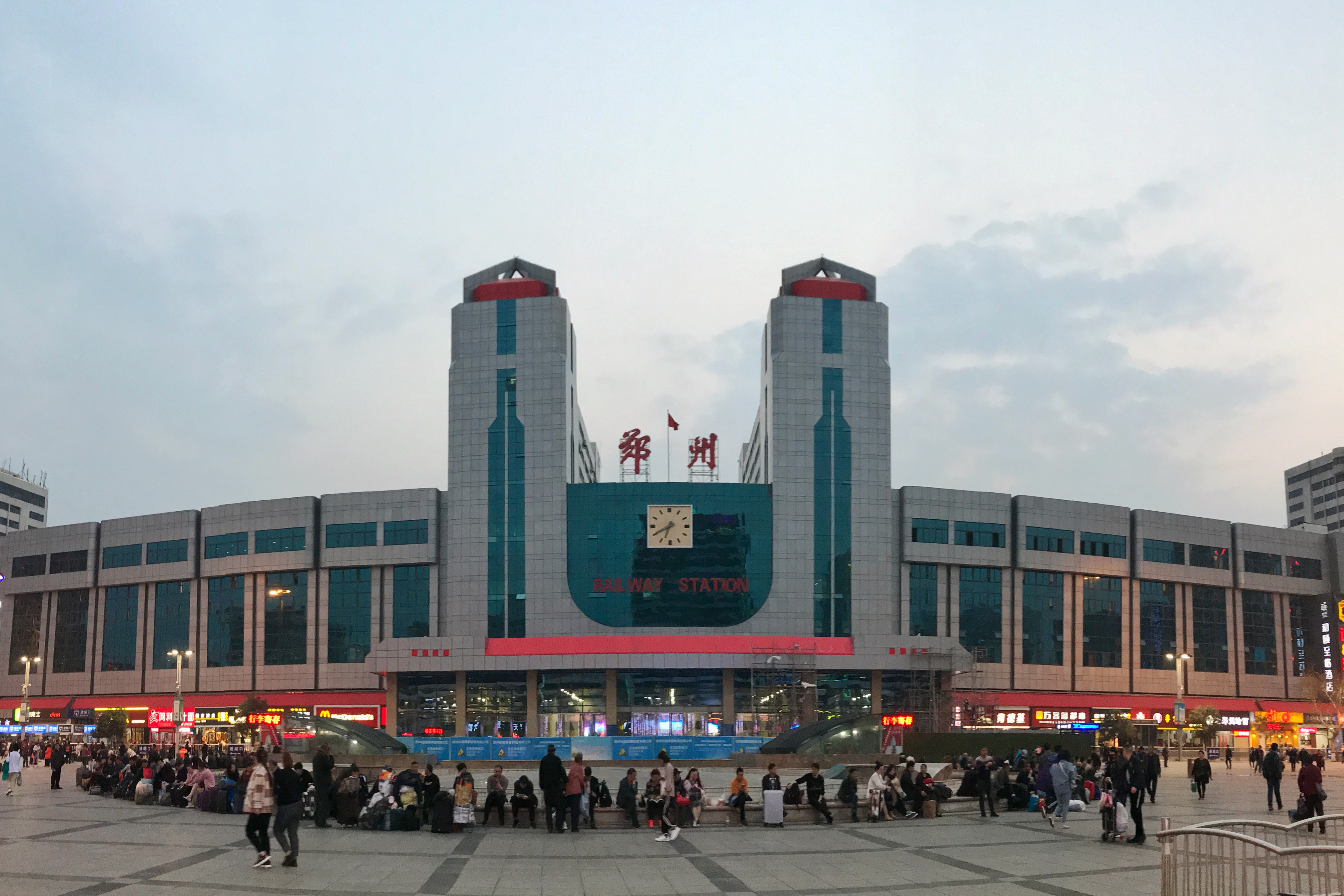

정저우역은 중화인민공화국 허난성 정저우 시 얼치 구에 있는 중국 국철 정저우 철로국이 관할하는 역이다. 남북과 동서로 달리는 2대 간선이 교차하는 중국 철도의 요충지이다.

## 소속 노선
중국 국철
- 징광선 : 베이징 서역 기점에서 689km, 광저우 역 종점까지 1605km
- 룽하이 철로 : 롄윈강 동역 기점에서 572km, 란저우 역 종점까지 1187km

## 이용 현황
이 역은 징광선, 룽하이 철로의 여객을 취급하는 특등역이다. 2009년 4월 기준, 304편의 여객 열차가 발착하고, 47편의 시발 열차가 있다. 남쪽으로는 차량기지가 있고, 북쪽으로는 넓은 조차장인 정저우 북역이 있으며, 화물은 정저우 동역에서 취급한다. 또한 신 정저우역이 2020년에 완성될 예정이다.。

## 역사
1904년 루한선(蘆漢線, 훗날 핑한선(平漢線) →징광선) 루커우차오(盧溝橋)~한커우(漢口) 간의 개통에 따라 정저우 역이 개업하였다.